# Джиджига
Джиджига (амх. ጅጅጋ, сомал. Jigjiga) — город на востоке Эфиопии, административный центр эфиопского региона Сомали. Известен своим производством благовоний.

## История
С середины августа по 12 сентября 1977 года в ходе войны за Огаден между Эфиопией и Сомали шла битва за город. 30 августа сомалийцам удалось прорваться на территорию города. Контратака эфиопцев смогла на несколько дней остановить сомалийцев, однако 12 сентября город полностью пал.

## География
Город расположен в Зоне Джиджига, примерно в 80 км к востоку от Харэра и в 60 км западнее границы с Сомали. Находится на высоте 1608 м над уровнем моря.

### Климат
| Показатель                    | Янв. | Фев. | Март | Апр.  | Май   | Июнь | Июль | Авг.  | Сен.  | Окт. | Нояб. | Дек. | Год   |
| ----------------------------- | ---- | ---- | ---- | ----- | ----- | ---- | ---- | ----- | ----- | ---- | ----- | ---- | ----- |
| Средний суточный максимум, °C | 25,8 | 26,7 | 28,2 | 26,7  | 27,3  | 26,7 | 25,6 | 25,9  | 26,5  | 26,7 | 26,2  | 25,6 | 26,5  |
| Средняя температура, °C       | 16,5 | 18,4 | 20,3 | 20,2  | 21,0  | 21,1 | 20,5 | 20,6  | 20,7  | 19,0 | 17,5  | 16,9 | 19,4  |
| Средний суточный минимум, °C  | 7,1  | 10,2 | 12,4 | 13,7  | 14,6  | 15,5 | 15,5 | 15,3  | 14,9  | 11,2 | 8,7   | 8,2  | 12,3  |
| Норма осадков, мм             | 11,2 | 29,3 | 50,7 | 105,8 | 101,6 | 56,6 | 94,1 | 140,8 | 113,5 | 46,5 | 18,2  | 8,1  | 776,4 |
| Источник: ,                   |      |      |      |       |       |      |      |       |       |      |       |      |       |

## Население
По данным Центрального статистического агентства, на 2005 год население города составляет 98 076 человек, из них 50 355 мужчин и 47 721 женщина. По данным переписи 1997 года население Джиджиги составляло 65 795 человек, из них 33 266 человек — мужчины и 32 529 человек — женщины. Преобладающая этническая группа — сомалийцы (99,0 %), проживают также амхара (0,25 %), оромо (0,44 %) и гураге (0,30 %). Доля представителей других народностей — 0,08 %. Город является крупнейшим населённым пунктом в ворэде Джиджига.

## Транспорт
Джиджига лежит на основной автодороге между Харэром и сомалийским городом Харгейса. Асфальтовая и бетонная дорога, протяжённость которой составляет 170 километров, соединяющая Джиджигу с Дегабуром, была завершена 14 ноября 2008 года у побережья и обошлась более чем в 230 миллионов быров. Джиджига обслуживается аэропортом, который связывает город с Аддис-Абебой и городом Годей.

## Связь
Почта в городе работает с 1923 года, телефон с 1956 года.